# Le Puy (Doubs)
Le Puy ist eine französische Gemeinde mit 105 Einwohnern (Stand: 1. Januar 2022) im Département Doubs in der Region Bourgogne-Franche-Comté.

## Geographie
Le Puy liegt auf 327 m, zehn Kilometer westlich von Baume-les-Dames und etwa 19 Kilometer nordöstlich der Stadt Besançon (Luftlinie). Das Dorf erstreckt sich in der gewellten Landschaft zwischen den Flusstälern von Doubs und Ognon, in einem Becken zwischen den Waldhöhen von Mont Bichoux im Norden und Bois du Poirier im Süden.
Die Fläche des 3,42 km² großen Gemeindegebiets umfasst einen Abschnitt in den äußersten nordwestlichen Höhenzügen des Juras. Der Hauptteil des Gebietes wird von einem Becken eingenommen, das durchschnittlich auf 320 m liegt. Es ist vorwiegend mit Acker- und Wiesland bestanden. Nach Osten erstreckt sich das Gemeindeareal mit einem schmalen Streifen in das Waldgebiet des Bois des Nuées. Hier wird mit 375 m die höchste Erhebung von Le Puy erreicht. Auf dem gesamten Areal gibt es keine oberirdischen Fließgewässer, weil das Niederschlagswasser im verkarsteten Untergrund versickert.
Nachbargemeinden von Le Puy sind Villers-Grélot im Norden, Val-de-Roulans im Osten, L’Écouvotte, Saint-Hilaire und Vennans im Süden sowie Pouligney-Lusans im Westen.

## Geschichte
Der Ortsname geht auf das französische Wort puits (Brunnen) zurück. Zusammen mit der Franche-Comté gelangte das Dorf mit dem Frieden von Nimwegen 1678 definitiv an Frankreich.

## Sehenswürdigkeiten
In einem Wald östlich des Dorfes steht die Kapelle Notre-Dame de la Délivrance, die 1854 errichtet wurde.

## Bevölkerung
| Jahr                       | 1962 | 1968 | 1975 | 1982 | 1990 | 1999 | 2006 | 2016 |
| Einwohner                  | 48   | 41   | 35   | 45   | 48   | 46   | 67   | 111  |
| Quellen: Cassini und INSEE |      |      |      |      |      |      |      |      |

Mit 105 Einwohnern (Stand 1. Januar 2022) gehört Le Puy zu den kleinsten Gemeinden des Départements Doubs. Nachdem die Einwohnerzahl in der ersten Hälfte des 20. Jahrhunderts stets im Bereich zwischen 55 und 80 Personen gelegen hatte, wurde bis Mitte der 1970er Jahre ein Rückgang verzeichnet. In den letzten Jahren gab es eine deutliche Bevölkerungszunahme.

## Wirtschaft und Infrastruktur
Le Puy war bis weit ins 20. Jahrhundert hinein ein vorwiegend durch die Landwirtschaft (Ackerbau, Obstbau und Viehzucht) und die Forstwirtschaft geprägtes Dorf. Noch heute leben die Bewohner zur Hauptsache von der Tätigkeit im ersten Sektor. Außerhalb des primären Sektors gibt es nur wenige Arbeitsplätze im Dorf. Einige Erwerbstätige sind auch Wegpendler, die in den umliegenden größeren Ortschaften ihrer Arbeit nachgehen.
Die Ortschaft liegt abseits der größeren Durchgangsstraßen an einer Departementsstraße, die von Pouligney nach Villers-Grélot führt. Der nächste Anschluss an die Autobahn A36 befindet sich in einer Entfernung von ungefähr acht Kilometern. Weitere Straßenverbindungen bestehen mit Lusans, L’Écouvotte und Saint-Hilaire.